# Grease 2
Grease 2 är en amerikansk musikalfilm från 1982 i regi av Patricia Birch. Den är en uppföljare till Grease från 1978. I huvudrollerna ses Maxwell Caulfield och Michelle Pfeiffer, några skådespelare från föregångaren repriserar även sina roller i filmen. Filmen hade biopremiär i USA den 11 juni 1982.

## Handling
En ny årskull har just avslutat sommarlovet och skall börja sitt sista läsår på Rydell High School. Året är 1961 och livet är sig likt, men detta året heter ledaren för tjejgänget The Pink Ladies ("de rosa damerna") Stephanie Zinone, och Johnny Nogerelli är ledare för killgänget T-Birds. Den nye killen från England, Michael Carrington, blir störtförälskad i Stephanie och börjar spara pengar till en motorcykel, så han kan komma med i T-Birds.

## Rollista (urval)
- Maxwell Caulfield – Michael Carrington
- Michelle Pfeiffer – Stephanie Zinone
- Lorna Luft – Paulette Rebchuck
- Maureen Teefy – Sharon Cooper
- Alison Price – Rhonda Ritter
- Pamela Adlon – Dolores Rebchuck
- Adrian Zmed – Johnny Nogerelli
- Peter Frechette – Louis DiMucci
- Christopher McDonald – Goose McKenzie
- Eve Arden – Greta McGee, kvinnlig rektor.
- Sid Caesar – Vince Calhoun, tränare.
- Dody Goodman – Blanche Hodel, sekreterare

### Fotnoter
1. ↑  ”Grease 2” (på engelska). Box Office Mojo. 11 juni 1982. http://www.boxofficemojo.com/movies/?id=grease2.htm. Läst 9 september 2016.